# Diane Louoba
Diane Louoba est une joueuse congolaise de handball. Elle joue pour le club Blavozy HB et est membre de l'équipe nationale de la RD Congo. Elle a participé au Championnat du monde féminin de handball 2015 au Danemark.